# 加恩斯山
47°42′56.9″N 15°53′21.39″E / 47.715806°N 15.8892750°E

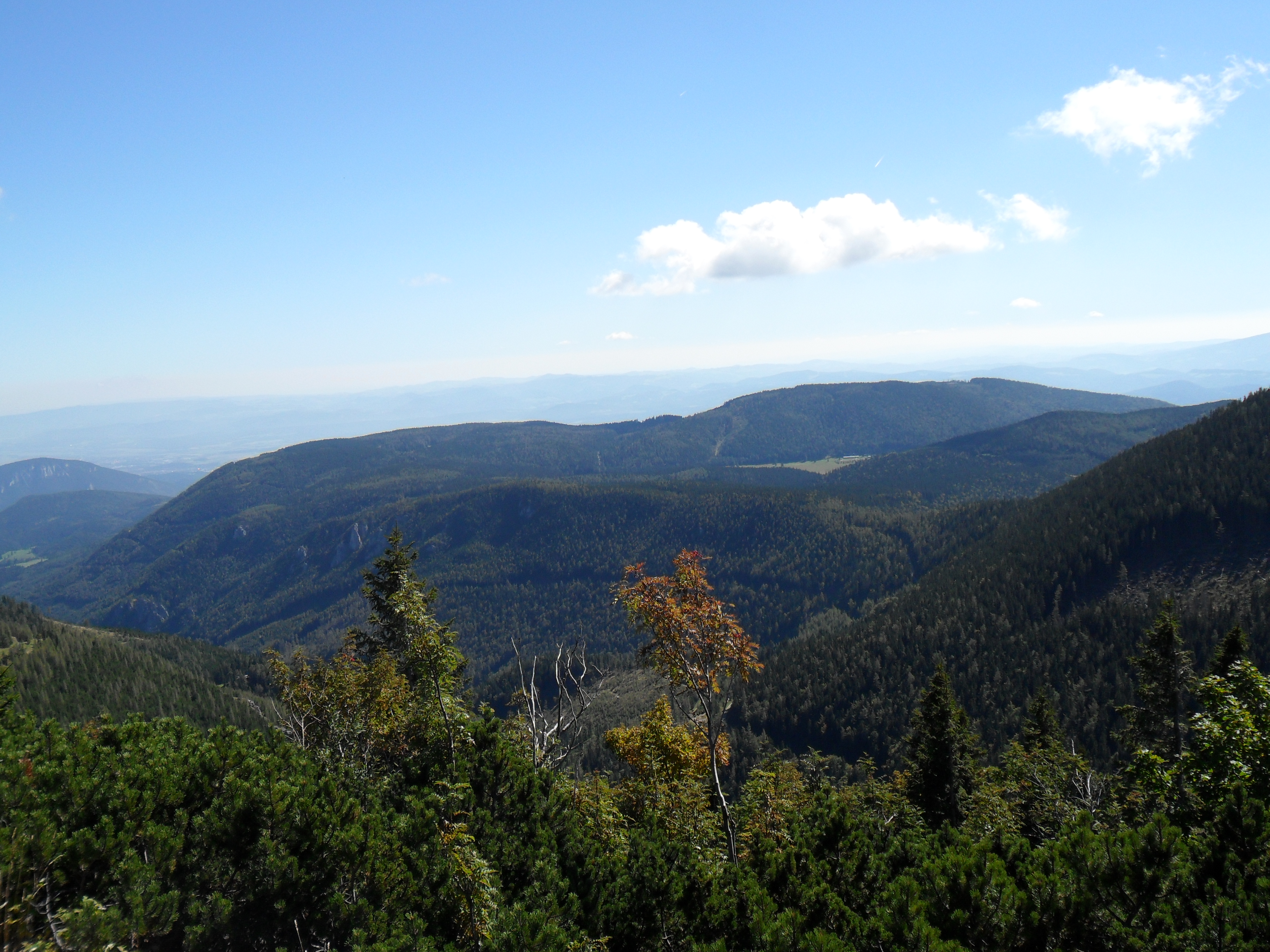

加恩斯山（德語：Gahns），是奧地利的山峰，位於該國東北部，由下奧地利州負責管轄，屬於拉克斯-施內山脈的一部分，海拔高度1,352米，每年平均降雨量1,409毫米。